# المعهد الفرنسي للشرق الأدنى
المعهد الفرنسي للشرق الأدنى المعروفة بالرموز IFPO هي منطمة أبحاث فرنسية، لها فروع في سوريا ولبنان والأردن.